# 日产聆风
日產Leaf（中國
正式译名：聆风，英文原指leading environmentally-friendly affordable family car，意即“领先、环保、经济实惠的家庭轿车”）是日本日产汽车所研发及生产的紧凑型5门掀背式纯电动汽车，于2010年12月起在日本和美国市场销售，之后于2011年在欧洲各国和加拿大市场销售，并于2012年在全球范围内销售。截至2015年9月，日产聆风在全球46个国家和地区销售，同时也是世界上最畅销的纯电动汽车，自2010年12月起，全球销量超过192,000辆。
作为一辆纯电动汽车，日产聆风在驾驶时不产生尾气排放和温室气体排放，同时也减少对石油的依赖。而该车车身上99%的材料均可被回收再利用。
2010年4月19日，在北京车展上，日产汽车宣布Leaf的中文名定名为“聆风”。

## 发展历史
早在1997年12月29日，日产汽车在洛杉矶国际车展推出了第一款纯电动汽车，名为日产Altra。该车在1998年至2002年间生产，仅售出200台，且仅向公司集体出售。此外，日产还开发了日产Hypermini，在1999年至2001年间生产，当时在日本仅有有限的销量，且仅为政府和企业出售。Hypermini于2001年至2005年亦在美国加利福尼亚州的街头上出现。
直至2009年，日产推出了基于日產Tiida研发的EV-11电动原型车，该车使用全电动动力传动系统，包括一个80千瓦（110马力）/280N·m（210lb·ft）的电动马达、24千瓦时的锂离子电池组，根据美国环境保护署所提供的数据，该车最大续航里程为175公里（109英里，根据城市工况）。该车还提供导航系统，并通过手机连接到日产的数据中心进行汽车远程控制和监测。此前，日产还推出了EV-01、EV-02的电动测试车。
2009年8月2日，日产在横滨总部推出了EV-11的量产版，并宣布自2010年底起，在北美和日本市场销售。

### 第二代（ZE1; 2017）

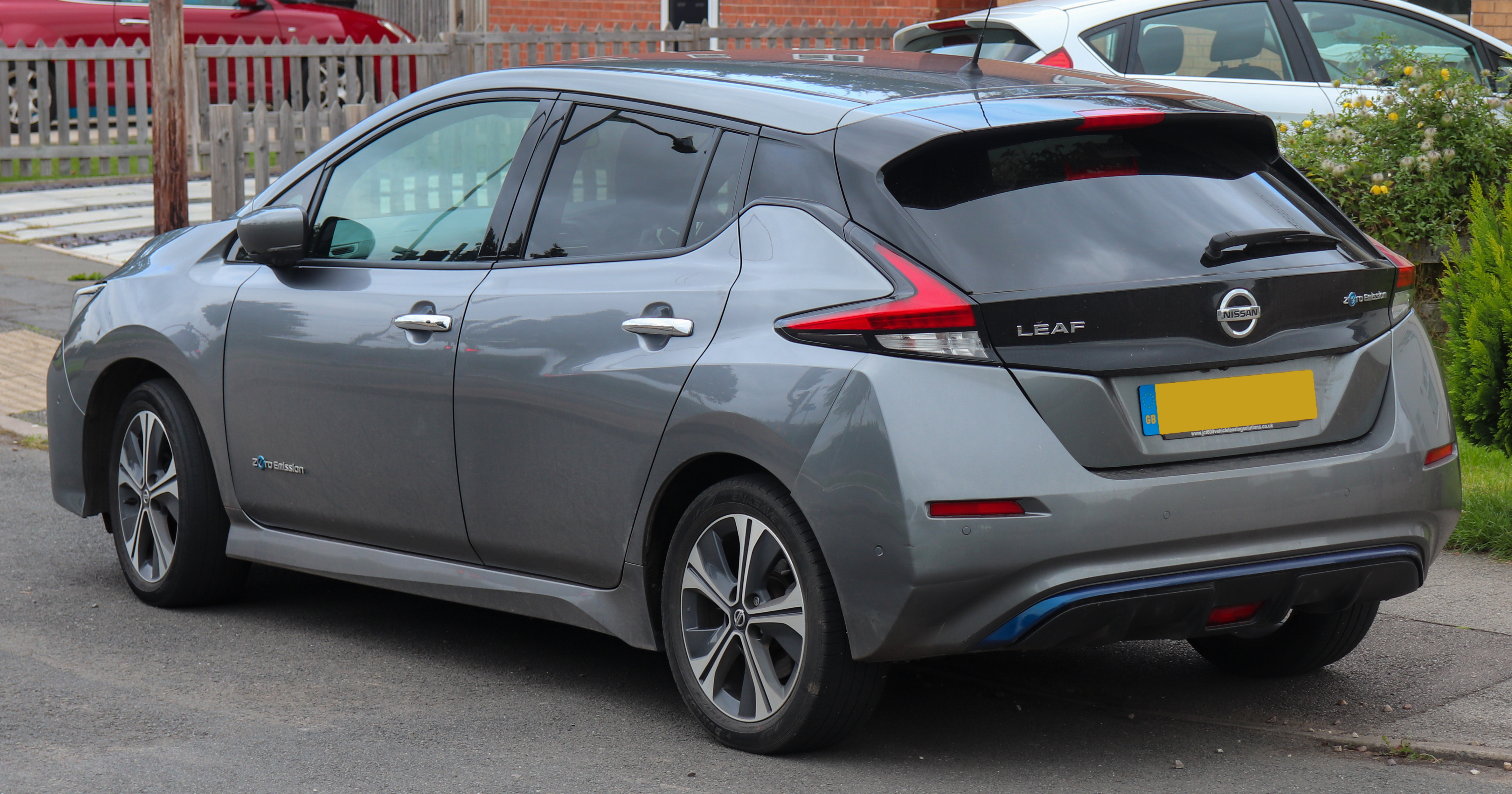
車尾 (英國)
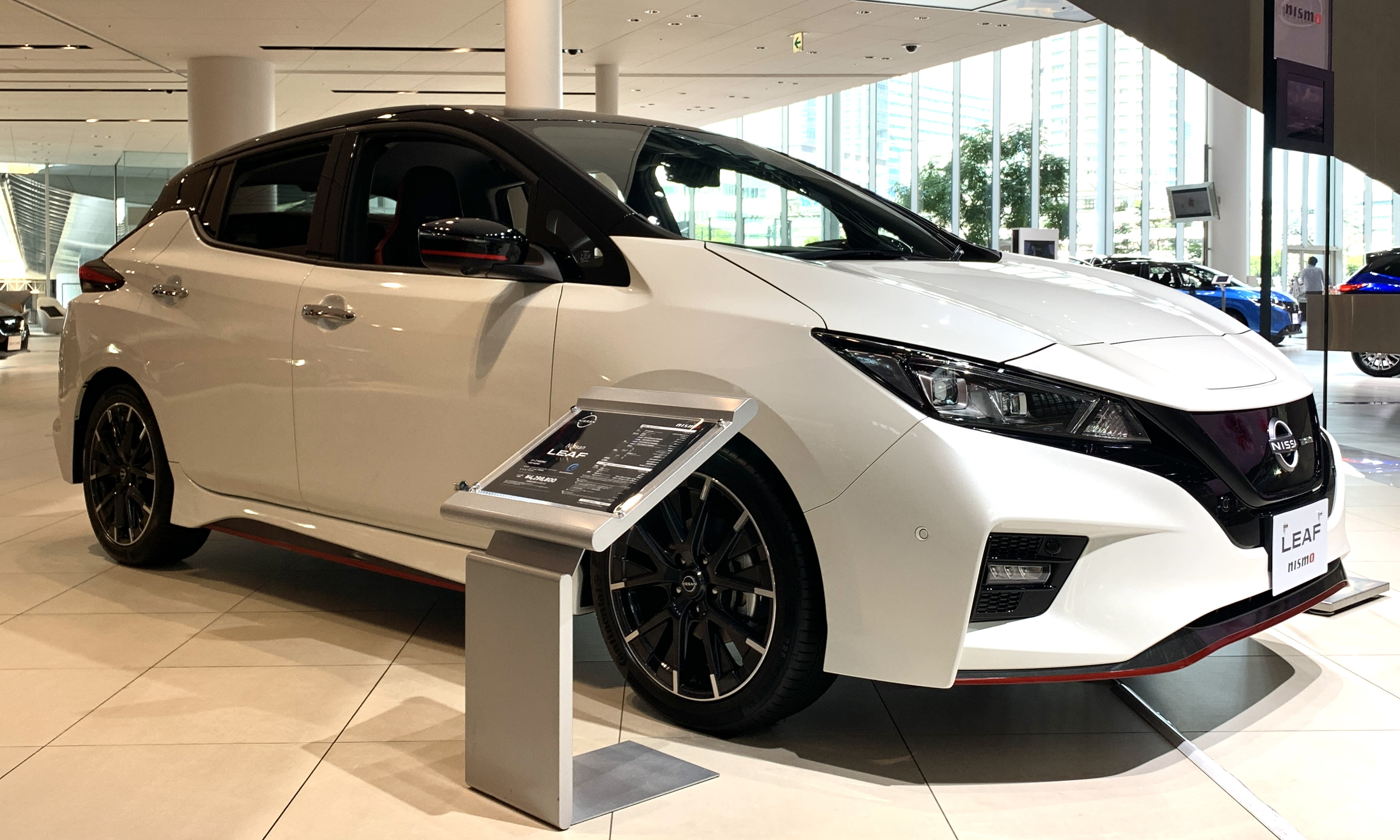
2021 Nissan Leaf e+ Nismo (日本)
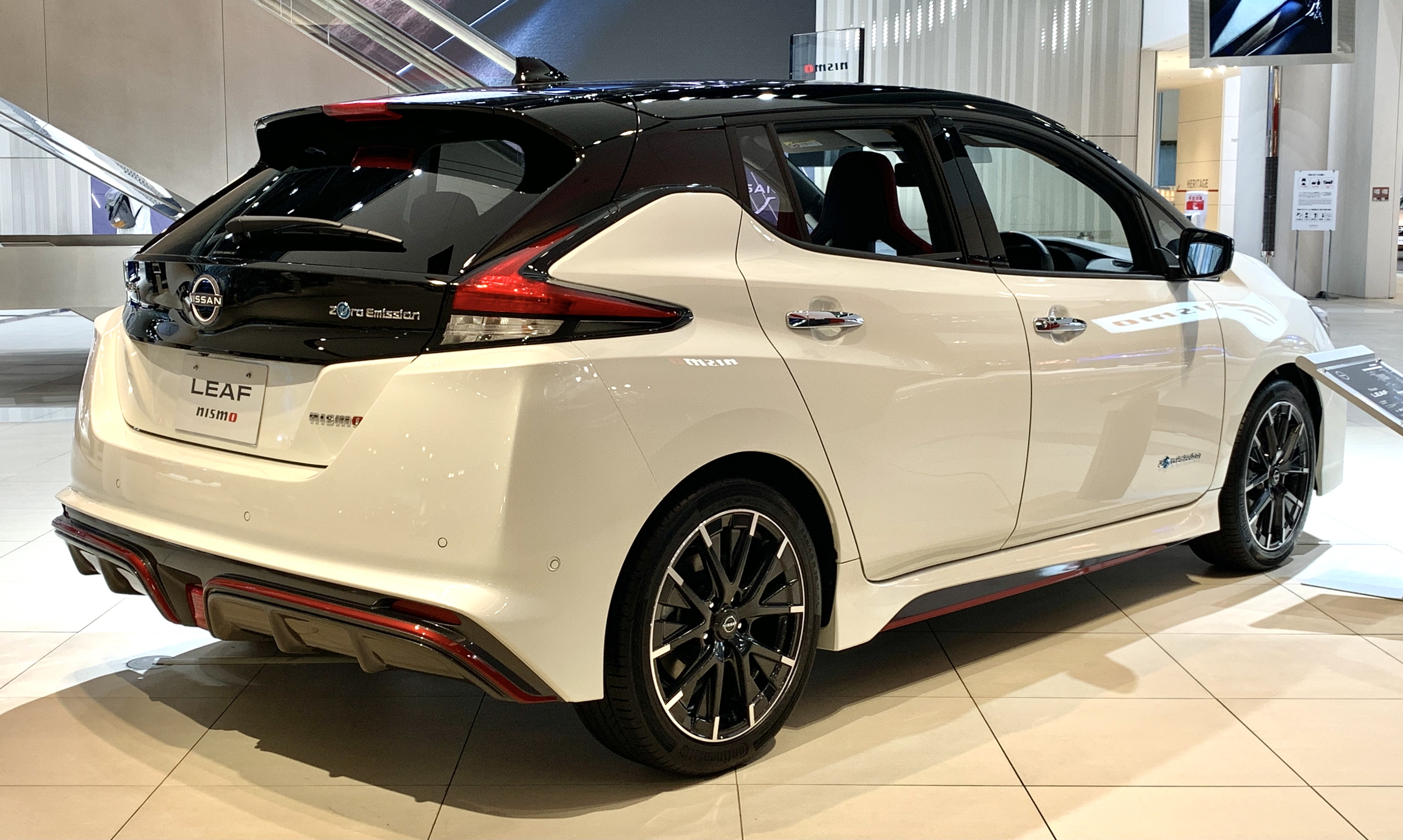
2021 Nissan Leaf e+ Nismo (日本)
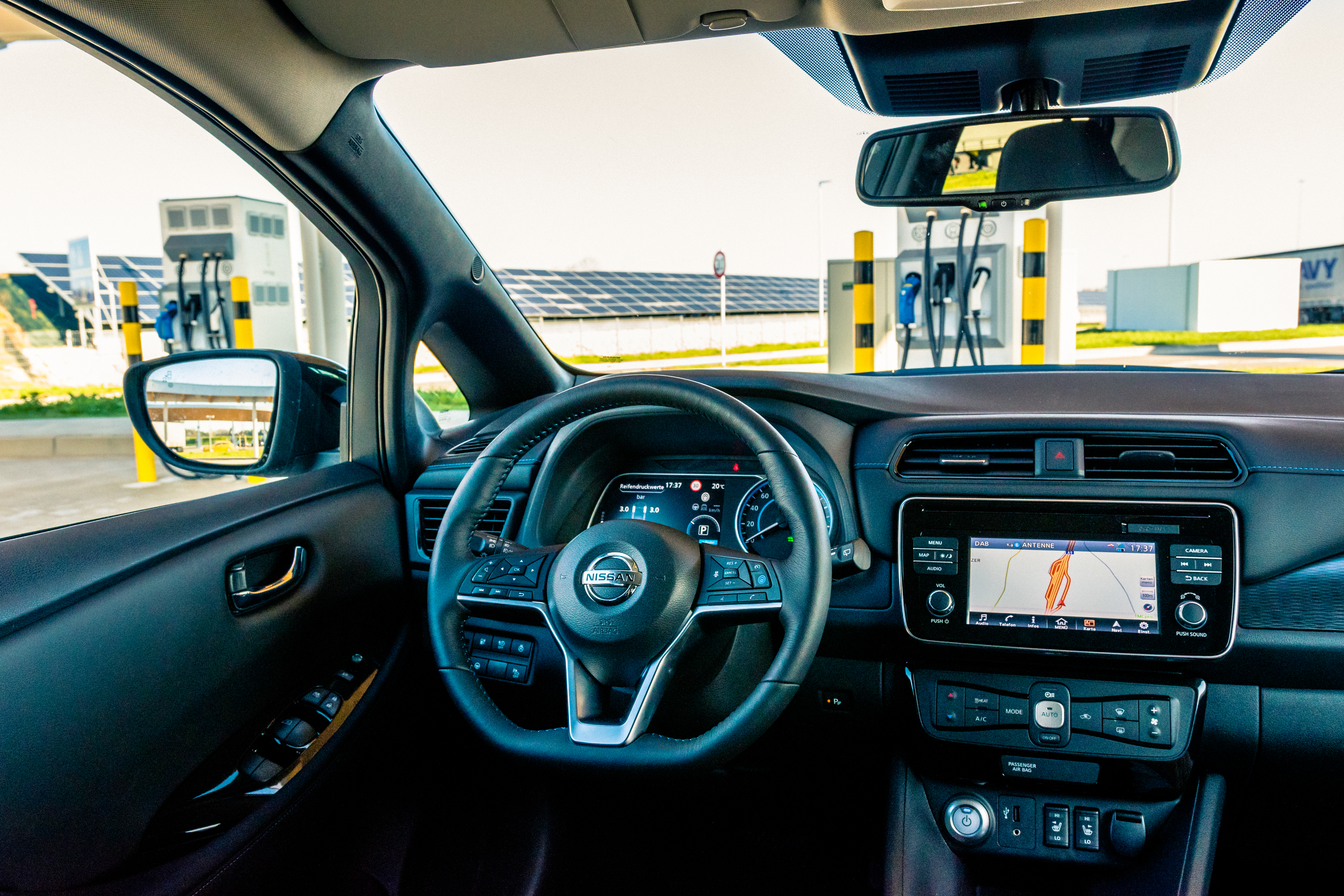
內裝
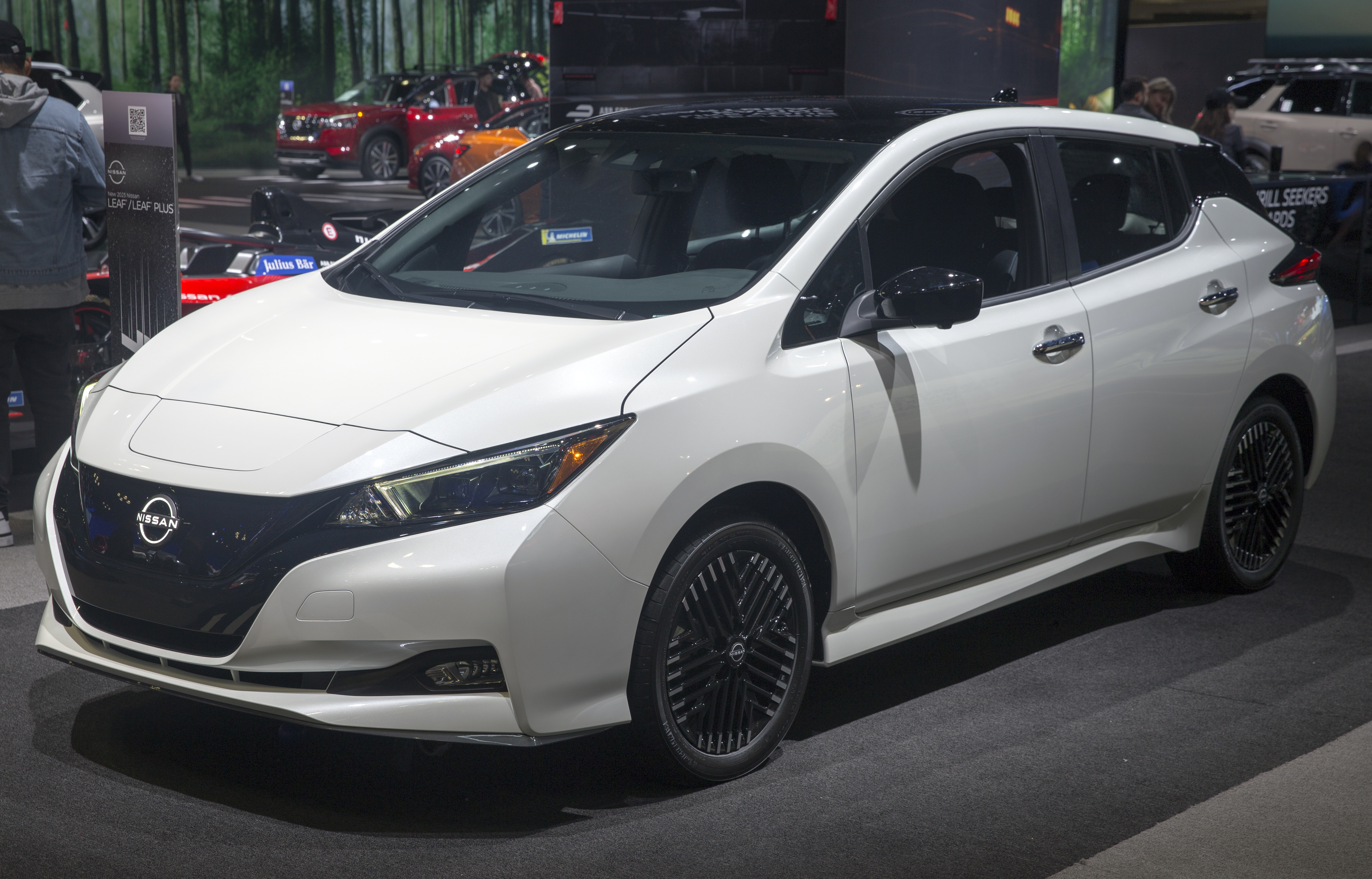
2023 (車型年) 改款
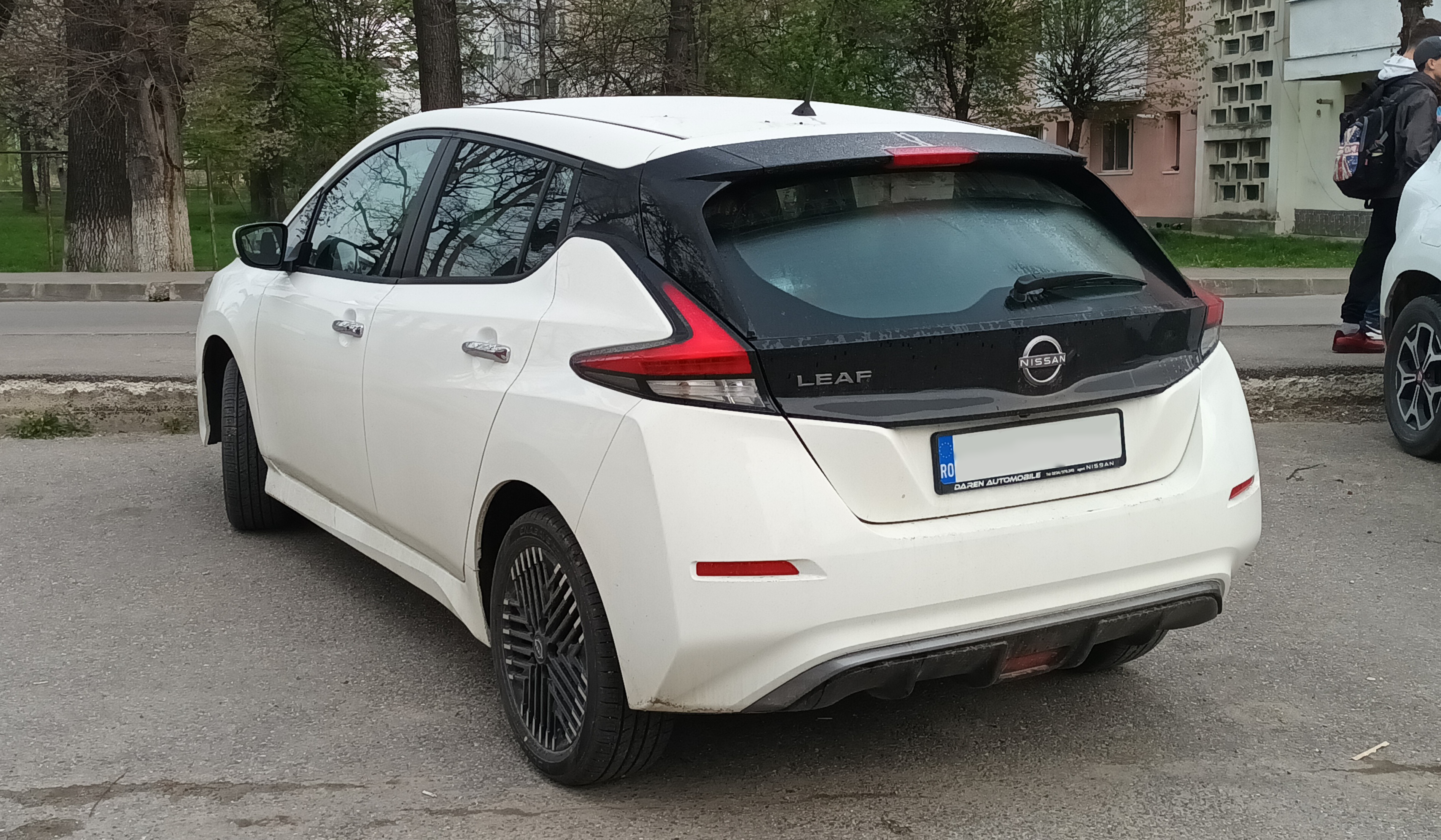
改款車尾

## 特征

### 外观设计
日产聆风的外观以“智能流动体”为设计理念，其前方采用尖锐的V型设计，并使用低能耗的LED前大灯和尾灯，以营造出独特的蓝色内部反光设计。而特别设计的车头轮廓引导车头气流远离后视镜，从而降低风噪声和空气阻力。该车的底部备有空气动力学镶板，以减轻空气阻力，并提高尽可能多的空气动力性能。根据日产的官方数据，2011款日产聆风风阻系数为0.29，2013款则降低为0.28。

### 动力
日产聆风使用EM61型永磁同步马达，最大功率为80 kW（110 hp），最大扭矩为280 N·m（210 ft·lb），并配备24kWh锂离子电池，可提供90 kW（120 hp）的电力输出。
2011/12款日产聆风的极速为150 km/h（93 mph），每小时百公里加速时间为9.9秒（非官方测试数据）。

### 电池
日产聆风采用超薄层叠式紧凑型24kWh锂离子电池（总容量，实际可用电池容量约为21.3kWh），该电池由日产、NEC及NEC能源设备在日本神奈川县座間市合资创立的汽车能源供应公司（Automotive Energy Supply Corporation，AESC）组装。电池和控制模块的总重量为218（480磅）。
该电池属于该车最重的部分，其电池位于下面的座椅和后排脚部空间，可保持尽可能低的重心，亦可增加车辆的结构刚度。该电池预计在使用10年后，可保留70％到80％的容量，但它的实际使用寿命会因充电频率、驾驶方式和环境因素而出现差异，不过日产官方表示日产表示，随着时间的推移，电池容量会逐渐下降，但在正常使用的情况下，电池可使用10年以上。在美国，2011/12款日产聆风可获得8年或160,000 km（100,000英里）（以先到者为准）免费电池保修。由于美国部分地区夏季气候炎热，导致部分车主发现电池出现电池容量下降，日产美国已于2012年1月宣布，所有2011-2013款日产聆风均延长其免费电池保修期限。对于2011款车型，日产还建议车主正确使用电池以延长其使用寿命。
在美国，该车在上市之初的电池的更换费为18,000美元，2015年调整为每千瓦时300美元，对于不在保修期范围内的车辆，费用为5,500美元。

### 续航里程
2011/12款
根据美国环境保护署的官方测试，2011/12款的日产聆风续航里程为117 km（73英里），较日产官方所宣称的数字160 km（100英里）要少 。根据新欧洲汽车运行工况（NEDC），该车的续航里程为175 km（109英里）。
以下总结了美国环境保护署对日产聆风在五个不同工况下的续航里程测试结果（仅供参考）：
| 美国环境保护署对日产聆风在五个不同工况下的续航里程测试结果 | 美国环境保护署对日产聆风在五个不同工况下的续航里程测试结果 | 美国环境保护署对日产聆风在五个不同工况下的续航里程测试结果 | 美国环境保护署对日产聆风在五个不同工况下的续航里程测试结果 | 美国环境保护署对日产聆风在五个不同工况下的续航里程测试结果 | 美国环境保护署对日产聆风在五个不同工况下的续航里程测试结果 | 美国环境保护署对日产聆风在五个不同工况下的续航里程测试结果 | 美国环境保护署对日产聆风在五个不同工况下的续航里程测试结果 | 美国环境保护署对日产聆风在五个不同工况下的续航里程测试结果 |
| 驾驶环境                                                   | 车速                                                       | 车速                                                       | 温度                                                       | 温度                                                       | 总行驶时间                                                 | 里程                                                       | 里程                                                       | 空调使用                                                   |
| 驾驶环境                                                   | mph                                                        | km/h                                                       | °F                                                         | °C                                                         | 总行驶时间                                                 | mi                                                         | km                                                         | 空调使用                                                   |
| ---------------------------------------------------------- | ---------------------------------------------------------- | ---------------------------------------------------------- | ---------------------------------------------------------- | ---------------------------------------------------------- | ---------------------------------------------------------- | ---------------------------------------------------------- | ---------------------------------------------------------- | ---------------------------------------------------------- |
| 正常情况                                                   | 38                                                         | 61                                                         | 68                                                         | 20                                                         | 3小时38分钟                                                | 138                                                        | 222                                                        | 关                                                         |
| 市区                                                       | 24                                                         | 39                                                         | 77                                                         | 25                                                         | 4小时23分钟                                                | 105                                                        | 169                                                        | 关                                                         |
| 高速公路                                                   | 55                                                         | 89                                                         | 95                                                         | 35                                                         | 1小时16分钟                                                | 70                                                         | 110                                                        | 开                                                         |
| 冬季（正常车流）                                           | 15                                                         | 24                                                         | 14                                                         | −10                                                        | 4小时8分钟                                                 | 62                                                         | 100                                                        | 开（暖气）                                                 |
| 拥挤车流                                                   | 6                                                          | 10                                                         | 86                                                         | 30                                                         | 7小时50分钟                                                | 47                                                         | 76                                                         | 开                                                         |
| 综合                                                       | 不适用                                                     | 不适用                                                     | 不适用                                                     | 不适用                                                     | 不适用                                                     | 73                                                         | 117                                                        | 情况不一                                                   |

2013年及以后的型号
- 2013款：根据日产的官方说明，2013年美国版具备更加高效的加热系统，使该车在寒冷天气条件下可以多续航32至40 km（20至25英里）[64]。美国环保署公布的续航里程为121 km（75英里），比2011款可以多续航3.2 km（2英里）[26]。
- 2014/15款：美国环保署公布的续航里程为121至135 km（75至84英里）[65]。
- 2016款：因新增型号，日产汽车决定增加该车的电池容量。其中SL和SV型使用更大的30kWh电池，而S型则继续使用原来的24kWh电池[66]。美国环保署公布的SL和SV型续航里程为172 km（107英里），而S型的续航里程与2014/15款一致[25]。

### 燃油经济性

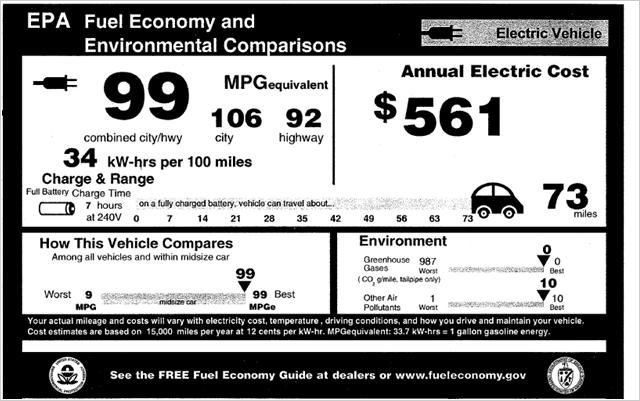
美国环保署的汽车耗能标签，显示日产聆风的耗电量

根据美国环保署的数字，2011款日产聆风的耗电量为0.212kWh/km（34kWh/100mi），相当于消耗99MPGe（2.4 L/100 km）的燃油；2012款的耗电量为0.18 kWh/km（29kWh/100mi），相当于消耗115MPGe（2.0 L/100 km）的燃油，较2011款下降15%；2014/15款的耗电量为30kWh/100mi，相当于消耗114MPGe（2.1 L/100 km）的燃油；2016款的耗电量与2014/15款一致，对于SL和SV型，该车的耗电量相当于消耗112MPGe（2.1 L/100 km）的燃油。

### 耗能成本
根据美国《消费者报告》杂志的报告，截至2011年12月，日产聆风的耗能成本为每英里3.5美分（相当于每公里2.19美分），而雪佛兰沃蓝达在电池使用模式下的耗能成本为每英里3.8美分（相当于每公里2.38美分）。详见下表：
| 《消费者报告》对日产聆风及雪佛兰沃蓝达的耗能成本测试比较（售价以美元计算）                               | 《消费者报告》对日产聆风及雪佛兰沃蓝达的耗能成本测试比较（售价以美元计算） | 《消费者报告》对日产聆风及雪佛兰沃蓝达的耗能成本测试比较（售价以美元计算） | 《消费者报告》对日产聆风及雪佛兰沃蓝达的耗能成本测试比较（售价以美元计算） | 《消费者报告》对日产聆风及雪佛兰沃蓝达的耗能成本测试比较（售价以美元计算） | 《消费者报告》对日产聆风及雪佛兰沃蓝达的耗能成本测试比较（售价以美元计算） | 《消费者报告》对日产聆风及雪佛兰沃蓝达的耗能成本测试比较（售价以美元计算） | 《消费者报告》对日产聆风及雪佛兰沃蓝达的耗能成本测试比较（售价以美元计算） | 《消费者报告》对日产聆风及雪佛兰沃蓝达的耗能成本测试比较（售价以美元计算） | 《消费者报告》对日产聆风及雪佛兰沃蓝达的耗能成本测试比较（售价以美元计算） |
| 车辆 | 款型                                                                       | 运作模式                                                                   | 测试车价格                                                                 | 燃油经济性总得分                                                           | 每英里耗能成本                                                             | 一次旅行耗能成本                                                           | 一次旅行耗能成本                                                           | 一次旅行耗能成本                                                           | 一次旅行耗能成本                                                           |
| 车辆 | 款型                                                                       | 运作模式                                                                   | 测试车价格                                                                 | 燃油经济性总得分                                                           | 每英里耗能成本                                                             | 30 mi（48 km）                                                             | 50 mi（80 km）                                                             | 70 mi（110 km）                                                            | 150 mi（240 km）                                                           |
| --- | -------------------------------------------------------------------------- | -------------------------------------------------------------------------- | -------------------------------------------------------------------------- | -------------------------------------------------------------------------- | -------------------------------------------------------------------------- | -------------------------------------------------------------------------- | -------------------------------------------------------------------------- | -------------------------------------------------------------------------- | -------------------------------------------------------------------------- |
| 日产聆风                                                                                                 | 2011                                                                       | 纯电动                                                                     | $35,430                                                                    | 106MPG-e （3.16 mi/kWh）                                                   | $0.035                                                                     | $1.04                                                                      | $1.74                                                                      | $2.44                                                                      | —                                                                          |
| 雪佛兰沃蓝达                                                                                             | 2011                                                                       | 电池使用模式 （行驶里程：35英里）                                          | $43,700                                                                    | 99 MPG-e （2.93 mi/kWh）                                                   | $0.038                                                                     | $1.13                                                                      | —                                                                          | —                                                                          | —                                                                          |
| 雪佛兰沃蓝达                                                                                             | 2011                                                                       | 汽油使用模式 （行驶里程：超过35英里）                                      | $43,700                                                                    | 32mpg                                                                      | $0.125                                                                     | —                                                                          | $3.19                                                                      | $5.69                                                                      | $15.69                                                                     |
| 豐田普銳斯                                                                                               | 2011                                                                       | 油电混合                                                                   | $26,750                                                                    | 44mpg                                                                      | $0.086                                                                     | $2.59                                                                      | $4.32                                                                      | $6.05                                                                      | $12.95                                                                     |
| 丰田卡罗拉                                                                                               | 2011                                                                       | 汽油                                                                       | $18,404                                                                    | 32mpg                                                                      | $0.119                                                                     | $3.56                                                                      | $5.94                                                                      | $8.31                                                                      | $17.81                                                                     |
| 注：插电式电动车充电费基于每千瓦时11美分（美国全国平均电价）计算；普通汽油加油费基于每加仑3.80美元计算。 |                                                                            |                                                                            |                                                                            |                                                                            |                                                                            |                                                                            |                                                                            |                                                                            |                                                                            |

### 充电
日产聆风提供两个充电装置，一种是北美标准SAE J1772-2009连接器（120/220V交流电），另一种是由东京电力公司为直流快速充电设计的高压直流连接器（500V直流电，125安培），上述充电插座使用CHAdeMO协议。
该车有两种充电方法，即普通充电及快速充电。普通充电的方法为利用普通的家用插头充电。对于3.6KW的充电器，普通充电时间为8小时 ；而对于6.6KW的充电器，普通充电时间为4小时（以上为理论值，实际充电时间因气温与电源状态的不同而有所差异）。快速充电的方法为在外出的时候，使用专门的充电设备进行快速充电，在30分钟内可充满80%的电。日产汽车所研发的专门的充电设备的售价为147万日元，并计划在200家经销商安装专门的充电设备。

### 仪表盘
日产聆风使用高分辨率彩色液晶屏，采用与本田思域相似的双层式布局，可显示车速、功率、能量回收状态、电池组温度、行驶时间、单次行驶里程、时钟、车外温度等常规信息及估计续航里程，同时可通过导航系统提供临近充电站的位置和距离等信息。

### 安全性
根据美国国家公路交通安全管理局的撞击测试报告，2011/12款聆风获得五星安全评价，2013/14款聆风由于正面及侧面碰撞测试得分较低，仅获得四星安全评价。而根据欧盟新车安全评鉴协会的撞击测试报告，聆风获得五星安全评价。

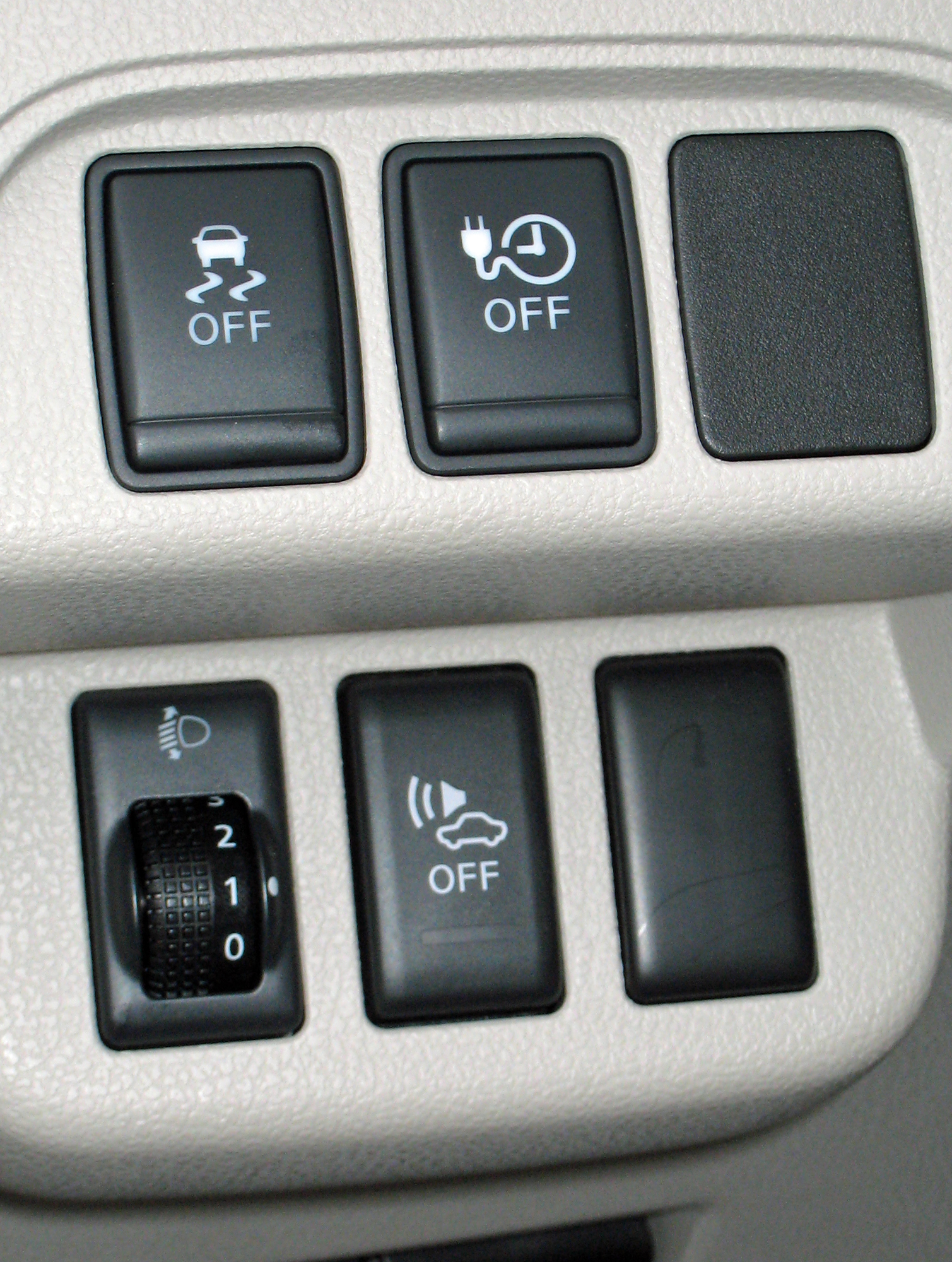
日产聆风的数字报警装置

由于电动车在低速行驶时具备显著降噪能力，聆风已经预装数字报警装置。

### 改款特征
2013年推出的改款主要改款特征为延长续航里程，使得该车的续航里程延长到200至228 km（124至142英里）。2014年推出的改款，仅做出了两项升级，即后视镜监视功能（标配）和升级EV-IT功能、语音目的地输入和短信阅读功能。

## 生产
日产聆风目前在全球三家工厂生产，分别是日本神奈川县横须贺追濱工厂（2010年10月22日投产）、美国田纳西州士麦那（2013年1月投产）及英国桑德兰市（2013年3月投产）。截至2013年3月，日产已计划年生产250,000辆聆风，其中美国士麦那工厂150,000辆，日本追滨工厂50,000辆，英国桑德兰市工厂50,000辆。
中国大陆方面，中国政府曾与日产在中国的合资子公司东风日产签订协议生产日产聆风，计划年生产10,000辆，预计到2015年將年生产50,000辆。但实际上东风日产并没有生产聆风，而是生产与聆风同平台研发的启辰晨风（e30，详见“启辰晨风（e30）”一节）。

## 销售
2010年12月3日，日产汽车在横滨市总部宣布，聆风于当日起在日本开始销售。12月11日，美国北加州消费者成為全球第一台日产聆风的車主；12月22日，神奈川縣的消费者成为日本首位聆风车主。在2010年－2012年间，日产聆风先后被爱尔兰、英国、法国、葡萄牙、荷兰、加拿大、西班牙、挪威、瑞士和德国消费者交付。
中国大陆方面，2011年9月，日产称将于2011年10月起开始在中国大陆市场销售日产聆风，售价拟定为人民币20万元。起初，日产聆风仅面向政府客户销售，且数量有限。在2011年11月，日产向武汉市人民政府交付了首批15辆日产聆风，第二批的10辆于2012年交付使用。同年12月8日，日产向广州市人民政府赠送了15辆日产聆风、2台快速充电器，另外广州市政府已经以市区为中心设置了15台普通充电器。目前，日产聆风出租车在广州市花都区行政范围内运营，车身为黄、红两色。香港方面，日产在2011年3月引进聆风，计划向政府、电力公司和其他私人公司出售200辆，2012年已出售89辆。
在台灣，日產Leaf第一代被一些政府機關少量採購作為公務用車，例如台中市政府。2019年，裕隆日產汽車正式引進第二代銷售給一般消費者，建議售價新台幣149萬元。
日产聆风在各地的销售价格不同，在日本的售价为299万日元，在美国为29,650美元，在欧盟国家的售价为31,460－43,625欧元之间（以上为2013年款，且为补贴前的价格）。
截至2015年9月，日产聆风在全球共售出192,000辆，是世界上最畅销的纯电动汽车。目前已有46个国家和地区销售日产聆风。

### 启辰晨风（e30）

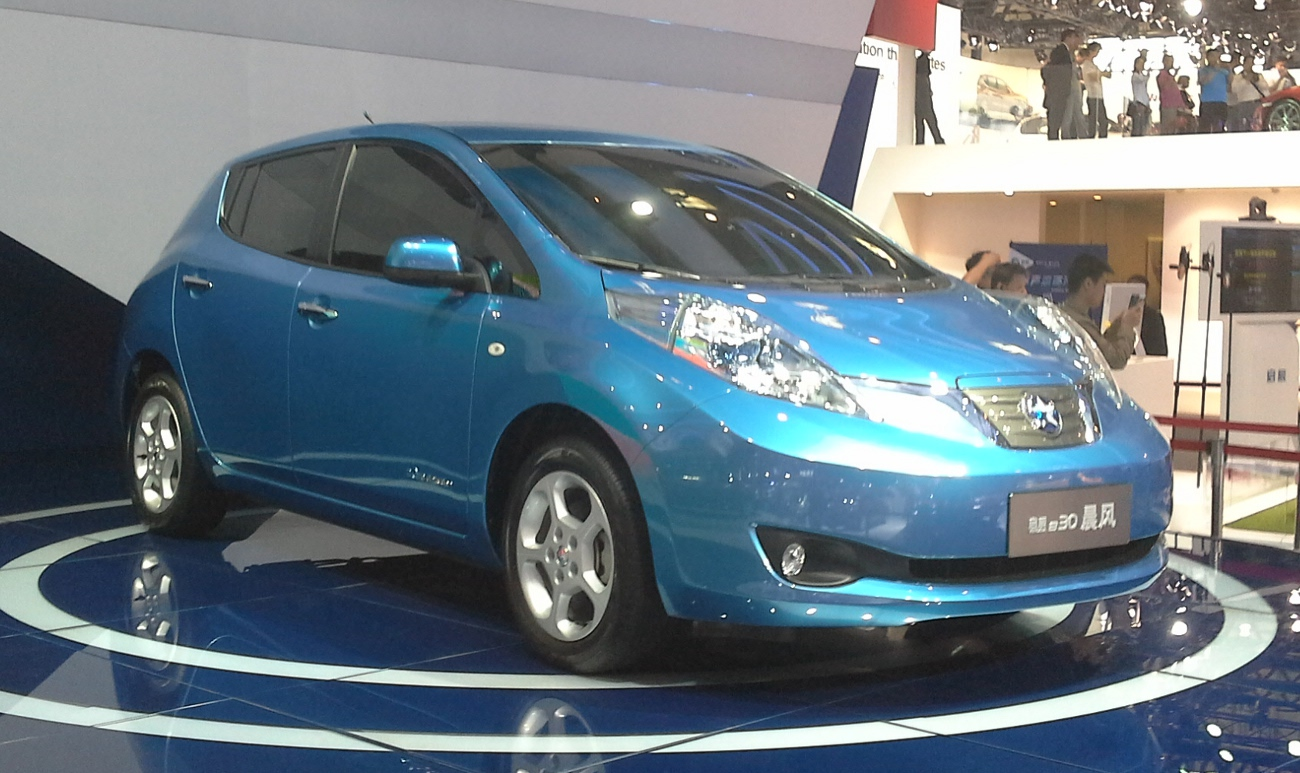
启辰晨风（e30）可视为日产聆风在中国大陆生产的版本

在2012年广州车展上，日产在中国的合资子公司东风日产首发了旗下合资自主品牌启辰的晨风（e30）电动车。此前的概念车版本启辰E-Concept，于2012年北京车展首次亮相。启辰晨风与日产聆风共用平台，无论车身、外形尺寸、动力和其它特征均与日产聆风一致。东风日产已经与当地政府合作，在中国15个城市启动电动车试点，以推广启辰晨风。2013年12月至2014年6月之间，有300辆启辰晨风开始在广州、襄阳、大连示范运营。这三个城市的总运营里程为5,000,000 km（3,100,000英里），且没有任何故障。同年12月13日，广州启程出租车公司正式宣告运营，以启辰晨风车型为主。
启辰晨风于2014年9月面向普通消费者对外销售，且该车仅在北京、大连、广州、佛山、杭州、上海、深圳、天津、武汉和郑州这10家启辰专营店销售。售价为人民币24.28万-25.68万，所有购买该车的用户可获得免购置税和补贴优惠。由于该车属于新能源汽车，因此在施行汽车限购的城市不列入限购范围。

## 相关问题
2011年4月，有美国和日本的聆风车主在关闭车内电源后，出现了重新启动的故障。但日产称此问题不会造成任何事故风险。4月15日，日产汽车解释此问题仅针对部分用户，属于程序错误。后日产表示将为全球范围内的5,300辆聆风进行软件升级，由于此为非安全问题，因此不属于召回。

## 汽车运动

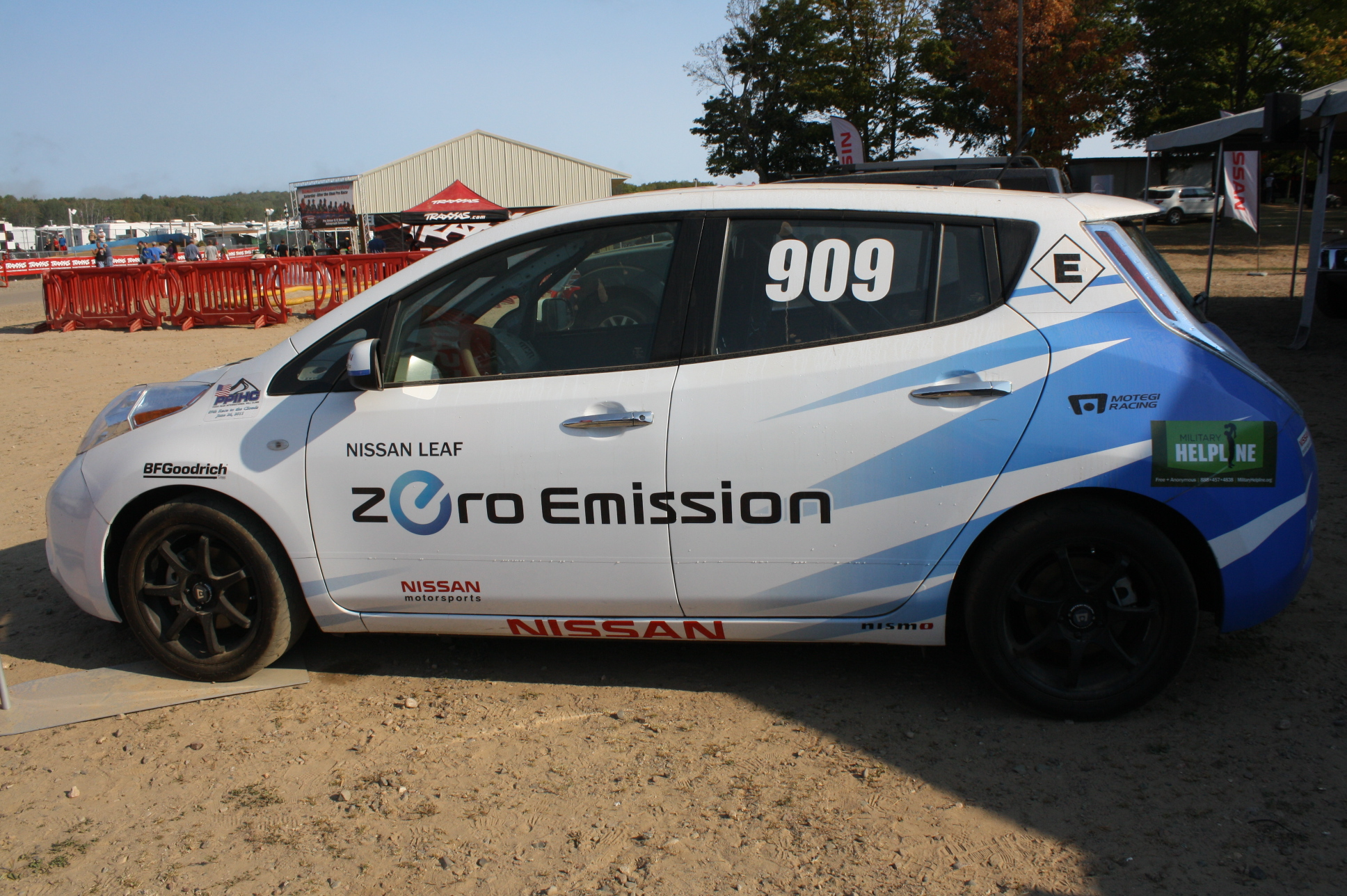
日产聆风参加2011年的派克峰国际爬山赛，获得电动车组冠军

日产聆风曾参加2011年的派克峰国际爬山赛（电动车组）。最终，日产聆风以14分33秒的成绩夺冠，总赛程为19.99 km（12.42英里）。为了更好的发挥，车内所有的内饰全部被卸下，并更换为专用赛车座椅、安全带和防滚架。

## 评价
日产聆风一直受到消费者的追捧和热爱，深受好评。该车发布后，在美国有2万辆预购订单。
聆风曾先后获得多个机构主办的奖项。在2010年华盛顿车展上，日产聆风获得了绿色汽车远见奖（Green Car Vision Award）；在此之后，该车又先后获得了2011年欧洲年度风云车大奖、2011年年度电动汽车大奖、2011年年度生态友好车大奖、2011年世界年度风云车大奖以及2011-2012年度日本年度风云车大奖等。该车亦被《时代周刊》列入“2009年五十大最佳发明”之一。
另外，日产聆风的EM61型永磁同步马达亦获得了由美国《华德汽车世界》主办的2011年的华德十大最佳汽车引擎奖（日产此前在1995年-2008年（连续14年，VQ系列发动机）及2009年（VR DOHC双涡轮增压发动机）获得该奖项）。

### 批评
2009年，前特斯拉汽车市场部经理批评了日产的锂离子电池组冷却系统。